# Kostel svatého Petra a Pavla (Nebovidy)
Římskokatolický filiální Kostel svatého Petra a Pavla v Nebovidech leží u silnice na Červené Pečky.
Je chráněn jako kulturní památka České republiky.

## Historie
Původně románský kostel z 12. století byl kolem roku 1350 goticky přestavěn. V 16. století byla přistavěna k severnímu boku lodi drobná předsíň pravoúhlého půdorysu. V roce 1757 byla v rámci celkové barokní úpravy lodi prolomena nová okna a nad západním průčelím vztyčena nová věž. Barokní přestavba zcela změnila původní vnější středověký ráz stavby, protože kostel byl ještě navíc pokryt novou barokní omítkou. V roce 1758 byla přistavěna na severní straně čtvercová sakristie a na jižní straně nová vstupní pravoúhlá předsíň s panskou oratoří.
Původně farní kostel je nyní spravován kolínskou farností.

## Popis
Jednolodní obdélný kostel, ukončený půlkruhovitou apsidou původní stavby. K ní je připojena gotická loď s renesanční čtvercovou předsíní zaklenutou jedním polem křížové klenby a barokní čtvercovou sakristií po severní straně, s barokní předsíní s panskou oratoří při jižní stěně. Hranolová barokní věž v západním průčelí je vysoká dvacet metrů. Severní předsíň je opatřena pravoúhlým renesančním profilovaným portálem ze 16. století.
Apsida je sklenuta konchou. Gotický vítězný oblouk je lomený a loď má plochý strop. Severní předsíň je sklenuta gotickou křížovou klenbou, do lodi je prolomena hrotitým gotickým profilovaným portálem ze šedesátých let 14. století. V jižní stěně lodi je úzký gotický portál, upravený při barokní přestavbě. Původní nástropní fresky lodi od Václava Kramolína z roku 1772 byly částečně znehodnoceny přemalováním Jaroslavem Richterem z Kutné Hory v roce 1923. Fresky od stejného autora v apsidě byly zabíleny.
Novorenesanční zařízení kostela pochází z konce 19. století. Obraz na hlavním oltáři pochází od Václava Vysekala.
Varhany na kruchtě jsou z roku 1900, skříň vyrobila firma A. Mölzer z Kutné Hory, stroj dodala firma Kubát a Filípek.